# Collegio elettorale di Roma Centro (Senato della Repubblica)
Il collegio Roma Centro fu un collegio elettorale uninominale della Repubblica Italiana per l'elezione del Senato della Repubblica. Apparteneva alla Circoscrizione Lazio e fu utilizzato per eleggere un senatore nella XII, XIII e XIV legislatura.
Venne istituito nel 1993 con la cosiddetta Legge Mattarella (Legge n. 276, Norme per l'elezione del Senato della Repubblica), attuata in seguito al referendum abrogativo del 1993. La legge istituì per la Camera dei deputati e per il Senato della Repubblica un sistema di elezione misto, in parte maggioritario e in parte proporzionale. Il 75% dei parlamentari dell'assemblea veniva eletto in collegi uninominali tramite sistema maggioritario a turno unico; il restante 25% al Senato veniva eletto tramite recupero proporzionale dei più votati non eletti attraverso un meccanismo di calcolo denominato scorporo, cioè sottraendo dal conteggio dei voti totali di una lista nella parte proporzionale i voti ottenuti dai candidati collegati alla medesima lista che erano eletti nei collegi uninominali con il sistema maggioritario.
Il collegio venne abolito insieme a tutti gli altri che costituivano il Senato con la promulgazione della legge elettorale successiva, la cosiddetta Legge Calderoli. Questa prevedeva un sistema proporzionale con premio di maggioranza, che al Senato veniva attribuito a livello regionale.

## Territorio
Il collegio Roma Centro era uno dei 21 collegi uninominali in cui era suddiviso il Lazio e, come previsto dal D.Lgs. del 20 dicembre 1993 n. 535, comprendeva il centro del comune di Roma; la capitale complessivamente contava undici collegi uninominali al Senato.

## Eletti
| Elezione | Elezione | Senatore          | Partito                     |
| -------- | -------- | ----------------- | --------------------------- |
|          | 1994     | Giulio Maceratini | Polo del Buon Governo (MSI) |
|          | 1996     | Giulio Maceratini | Polo per le Libertà (AN)    |
|          | 2001     | Cesare Cursi      | Casa delle Libertà (AN)     |

## Dati elettorali

### XII legislatura
|                               | Giulio Maceratini ✔️ Eletto | Polo del Buon Governo        | 64 928  | 42,47 |  |  |  |  |  |
|                               | Bartolomeo Ciccardini       | Progressisti                 | 49 122  | 32,13 |  |  |  |  |  |
|                               | Romano Cataldo Forleo       | Patto per l'Italia           | 23 594  | 15,43 |  |  |  |  |  |
|                               | Massimo Bordin              | Lista Pannella-Riformatori   | 8 948   | 5,85  |  |  |  |  |  |
|                               | Antonio Rizzo               | Verdi Federalisti            | 5 374   | 3,52  |  |  |  |  |  |
|                               | Maria Grazia Barucci Ombuen | Partito della Legge Naturale | 917     | 0,60  |  |  |  |  |  |
| Totale                        | Totale                      | Totale                       | 152 883 | 100   |  |  |  |  |  |
|                               |                             |                              |         |       |  |  |  |  |  |
| Voti non validi               | Voti non validi             | Voti non validi              | 6 089   | 3,83  |  |  |  |  |  |
| Votanti                       | Votanti                     | Votanti                      | 158 972 | 80,74 |  |  |  |  |  |
| Elettori                      | Elettori                    | Elettori                     | 196 892 |       |  |  |  |  |  |
|                               |                             |                              |         |       |  |  |  |  |  |
| Data: 27-28 marzo 1994        |                             |                              |         |       |  |  |  |  |  |
| Fonte: Ministero dell'interno |                             |                              |         |       |  |  |  |  |  |

### XIII legislatura
|                               | Giulio Maceratini ✔️ Eletto | Polo per le Libertà                | 68 773  | 46,71 |  |  |  |  |  |
|                               | Tana De Zulueta ✔️ Eletta   | L'Ulivo                            | 68 744  | 46,69 |  |  |  |  |  |
|                               | Angiolo Bandinelli          | Lista Pannella-Sgarbi              | 4 638   | 3,15  |  |  |  |  |  |
|                               | Antonello Silvestroni       | Movimento Sociale Fiamma Tricolore | 4 115   | 2,79  |  |  |  |  |  |
|                               | Antonino Gasparo            | Socialista                         | 974     | 0,66  |  |  |  |  |  |
| Totale                        | Totale                      | Totale                             | 147 244 | 100   |  |  |  |  |  |
|                               |                             |                                    |         |       |  |  |  |  |  |
| Voti non validi               | Voti non validi             | Voti non validi                    | 5 587   | 3,66  |  |  |  |  |  |
| Votanti                       | Votanti                     | Votanti                            | 152 831 | 78,38 |  |  |  |  |  |
| Elettori                      | Elettori                    | Elettori                           | 194 992 |       |  |  |  |  |  |
|                               |                             |                                    |         |       |  |  |  |  |  |
| Data: 21 aprile 1996          |                             |                                    |         |       |  |  |  |  |  |
| Fonte: Ministero dell'interno |                             |                                    |         |       |  |  |  |  |  |

### XIV legislatura
|                               | Cesare Cursi ✔️ Eletto          | Casa delle Libertà                   | 61 559  | 44,67 |  |  |  |  |  |
|                               | Tana De Zulueta ✔️ Eletta       | L'Ulivo                              | 57 815  | 41,96 |  |  |  |  |  |
|                               | Bianca Ernesta Bracci Torsi     | Partito della Rifondazione Comunista | 4 675   | 3,39  |  |  |  |  |  |
|                               | Carlo Luigi Scognamiglio Pasini | Democrazia Europea                   | 4 188   | 3,04  |  |  |  |  |  |
|                               | Angiolo Bandinelli              | Lista Pannella-Bonino                | 3 811   | 2,77  |  |  |  |  |  |
|                               | Riccardo Lenzi                  | Lista Di Pietro                      | 3 070   | 2,23  |  |  |  |  |  |
|                               | Mario Coen Belinfanti           | Fiamma Tricolore                     | 1 298   | 0,94  |  |  |  |  |  |
|                               | Vincenzo Macedonio              | Fronte Nazionale                     | 1 105   | 0,80  |  |  |  |  |  |
|                               | Alberto Rossi                   | Forza Nuova                          | 278     | 0,20  |  |  |  |  |  |
| Totale                        | Totale                          | Totale                               | 137 799 | 100   |  |  |  |  |  |
|                               |                                 |                                      |         |       |  |  |  |  |  |
| Voti non validi               | Voti non validi                 | Voti non validi                      | 4 238   | 2,98  |  |  |  |  |  |
| Votanti                       | Votanti                         | Votanti                              | 142 037 | 71,12 |  |  |  |  |  |
| Elettori                      | Elettori                        | Elettori                             | 199 710 |       |  |  |  |  |  |
|                               |                                 |                                      |         |       |  |  |  |  |  |
| Data: 13 maggio 2001          |                                 |                                      |         |       |  |  |  |  |  |
| Fonte: Ministero dell'interno |                                 |                                      |         |       |  |  |  |  |  |